# Giải thưởng Điện ảnh Hồng Kông lần thứ 29
Giải thưởng Điện ảnh Hồng Kông lần thứ 29 được tổ chức ngày 18 tháng 4 năm 2010.

## Danh sách các đề cử và giải thưởng
| Phim hay nhất                                                   | Phim hay nhất                                | Phim hay nhất |
| Phim                                                            | Tên tiếng Anh                                |               |
| --------------------------------------------------------------- | -------------------------------------------- | ------------- |
| Thập nguyệt vi thành (十月圍城)                                 | Bodyguards and Assassins                     |               |
| [[Đại chiến Xích Bích II: Quyết chiến thiên hạ (赤壁：決戰天下) | Red Cliff II                                 |               |
| Âm nhạc nhân sinh (音樂人生)                                    | KJ: Music and Life                           |               |
| Đại náo Shinjuku (新宿事件)                                     | Shinjuku Incident                            |               |
| Thiết Thính Phong Vân (竊聽風雲)                                | Overheard                                    |               |
| Đạo diễn xuất sắc nhất                                          |                                              |               |
| Đạo diễn                                                        | Phim                                         |               |
| Trần Đức Sâm                                                    | Thập Nguyệt Vi Thành                         |               |
| Hứa An Hoa                                                      | Night and Fog                                |               |
| Ngô Vũ Sâm                                                      | Đại chiến Xích Bích II: Quyết chiến thiên hạ |               |
| Nhĩ Đông Thăng                                                  | Đại náo Shinjuku                             |               |
| Mạch Triệu Huy và Trang Văn Cường                               | Thiết thính phong vân                        |               |
| Kịch bản hay nhất                                               |                                              |               |
| Biên kịch                                                       | Phim                                         |               |
| La Khải Nhuệ                                                    | Tuế nguyệt thần thâu                         |               |
| Quách Tuấn Lập, Tần Thiên Nam, Trần Gia Nghi]], Trần Đồng Dân]] | Thập Nguyệt Vi Thành                         |               |
| Vi Gia Huy, Âu Kiện Nhi                                         | Tái sinh hiệu                                |               |
| Tư Đồ Cẩm Nguyên, Âu Lực Kì, Tổ sáng tác Ngân Hà                | Ngoài ý muốn                                 |               |
| Mạch Triệu Huy, Trang Văn Cường                                 | Thiết thính phong vân                        |               |
| Nam diễn viên chính xuất sắc nhất                               |                                              |               |
| Diễn viên                                                       | Phim                                         |               |
| Nhậm Đạt Hoa                                                    | Tuế nguyệt thần thâu                         |               |
| Vương Học Kỳ                                                    | Thập Nguyệt Vi Thành                         |               |
| Nhậm Đạt Hoa                                                    | Night and Fog                                |               |
| Quách Phú Thành                                                 | Kẻ sát nhân                                  |               |
| Lưu Thanh Vân                                                   | Thiết thính phong vân                        |               |
| Nữ diễn viên chính xuất sắc nhất                                |                                              |               |
| Diễn viên                                                       | Phim                                         |               |
| Huệ Anh Hồng                                                    | Tâm ma                                       |               |
| Trương Tịnh Sơ                                                  | Night and Fog                                |               |
| Triệu Vy                                                        | Hoa mộc lan                                  |               |
| Thư Kỳ                                                          | Tinh mộng kỳ duyên                           |               |
| Ngô Quân Như                                                    | Tuế nguyệt thần thâu                         |               |
| Nam diễn viên phụ xuất sắc nhất                                 |                                              |               |
| Diễn viên                                                       | Phim                                         |               |
| Tạ Đình Phong                                                   | Thập Nguyệt Vi Thành                         |               |
| Lương Gia Huy                                                   | Thập Nguyệt Vi Thành                         |               |
| Trương Chấn                                                     | Đại chiến Xích Bích II: Quyết chiến thiên hạ |               |
| Bằng Thối Phàm                                                  | Ngoài ý muốn                                 |               |
| Phương Trung Tín                                                | Thiết thính phong vân                        |               |
| Nữ diễn viên phụ xuất sắc nhất                                  |                                              |               |
| Diễn viên                                                       | Phim                                         |               |
| Diệp Tuyền                                                      | Ngoài ý muốn                                 |               |
| Lý Vũ Xuân                                                      | Thập Nguyệt Vi Thành                         |               |
| Phạm Băng Băng                                                  | Thập Nguyệt Vi Thành                         |               |
| Triệu Vy                                                        | Đại chiến Xích Bích II: Quyết chiến thiên hạ |               |
| Hà Vận Thi                                                      | Du long hí phượng                            |               |
| Diễn viên mới xuất sắc nhất                                     |                                              |               |
| Diễn viên                                                       | Phim                                         |               |
| Lý Trị Đình                                                     | Tuế nguyệt thần thâu                         |               |
| Trần Pháp Lạp                                                   | Turning Point                                |               |
| Lý Vũ Xuân                                                      | Thập Nguyệt Vi Thành                         |               |
| Chu Quyền                                                       | Lệ vương tử                                  |               |
| Chung Thiệu Đồ                                                  | Tuế nguyệt thần thâu                         |               |